# دیوید کوربت (بازیکن فوتبال، زاده ۱۹۴۰)
دیوید کوربت (انگلیسی: David Corbett; ۱۵ آوریل ۱۹۴۰ – ۱۳ آوریل ۲۰۲۰) بازیکن فوتبال اهل بریتانیا بود.
از باشگاه‌هایی که در آن بازی کرده‌است می‌توان به باشگاه فوتبال پلیموث آرگیل و باشگاه فوتبال سوئیندون تاون اشاره کرد.